# Claude Jeangirard
Claude Jeangirard, né le 14 mars 1925 à Clichy et mort le 25 juin 2018 à Blois, est un psychiatre français appartenant au mouvement de la psychothérapie institutionnelle. Il fonde, en 1956, la clinique de La Chesnaie, à Chailles.

## Biographie
Claude Jeangirard est né à Clichy en 1925. Il commence par des études en « math-élem » suivies par des études de médecine. qui le mèneront en tant qu'interne et externe à travailler à l'hôpital Saint-Anne. Il s’intéresse également au théâtre. Élève d'Henri Ey et de Georges Daumezon, il rencontre Jean Oury à la clinique de La Borde, puis ouvre en 1956 sa propre clinique à La Chesnaie, en prenant des patients venus de La Borde et de Sainte-Anne.

## Psychothérapie institutionnelle
La psychothérapie institutionnelle est un courant d'après-guerre influencé par la psychanalyse, qui entend humaniser les hôpitaux psychiatriques, notamment en questionnant le rapport entre soignants et soignés ; le patient y est invité à prendre part à la vie de l’institution. Claude Jeangirard participe à remettre en cause le fonctionnement des hôpitaux psychiatriques de l'époque et préconise la mise en place de plus petites unités, plus humaines et plus propices à soigner.

## Publications
- Soigner les schizophrènes : Un devoir d'hospitalité, 2006, Érès  (ISBN 9782749206653)
- « L'Acte psychanalytique et l'Institution psychiatrique », Che Vuoi?, 2007/1, no 27, p. 119-130, [lire en ligne]
- « Le Déni de la clinique », Journal français de psychiatrie, no 19, 2003/2, p. 38-39, [lire en ligne]
- « Clinique du vieillissement des institutions », Revue de psychothérapie psychanalytique de groupe, no 36, 2001/1, p. 71-75, [lire en ligne]

## Distinctions
- 2017 : chevalier de l'ordre national du Mérite[4].